# Aeroport de Beni Mellal
L'aeroport de Beni Mellal (àrab: مطار بني ملال, maṭār Banī Mallāl) (codi IATA: BEM, codi OACI: GMMD) és un aeroport situat 8 kilòmetres al nord-oest de la ciutat de Beni Mellal, al Marroc, obert en 2014. És situat vora la comuna rural d'Oulad Yaich.

## Aerolínies i destinacions
| Aerolínies      | Destinacions               |
| --------------- | -------------------------- |
| Royal Air Maroc | Casablanca, Milan–Malpensa |